# Alphomelon brasiliense
Alphomelon brasiliense är en stekelart som beskrevs av Shimabukuro och Penteado-dias 2003. Alphomelon brasiliense ingår i släktet Alphomelon och familjen bracksteklar. Inga underarter finns listade i Catalogue of Life.